# Ožina
Ožina iz stare grščine {{etymology|grc|ἰσθμός (isthmós)|'vrat') je ozek del kopnega, ki povezuje dve večji kopni območji čez vodno površino, zaradi katere bi bili drugače ločeni. Tombolo je ožina, ki je sestavljena iz kleči (kosa), preliv pa je morski dvojnik ožine, ozkega odseka morja med dvema kopenskima masama, ki povezuje dve večji vodni telesi.

## Ožina - kopenski most - polotok
Ožina in kopenski most sta sorodna izraza, pri čemer ima ožina širši pomen. Kopenski most je ožina, ki povezuje glavne kopenske mase Zemlje. Izraz kopenski most se v biogeologiji običajno uporablja za opisovanje kopenskih povezav, ki so v različnih obdobjih obstajale med celinami in so bile pomembne za preseljevanje ljudi ter različnih vrst živali in rastlin, npr. Beringija in Doggerland.
Ožina je kopenska povezava med dvema večjima kopenskima masama, medtem ko je polotok kopenska štrlina, ki je le z ene strani povezana z večjo kopensko maso, z vseh ostalih strani pa je obdana z vodo. Tehnično ima ožina lahko prekope, ki potekajo od obale do obale (npr. Panamski prekop), in tako spominja na dva polotoka; vendar so prekopi umetne značilnosti, ki se razlikujejo od prelivov.

## Glavne kopenske ožine
Glavne svetovne ožine so:
- Panamska ožina zgodovinsko znana kot Darienska vrzel, je ozek pas kopnega, ki leži med Karibskim morjem in Tihim oceanom in povezuje Severno in Južno Ameriko
- Ožina Tehuantepec je ožina v Mehiki
- Kra je najožji del Malajskega polotoka na jugu Tajske in Mjanmara
- Sueška ožina v Egiptu med severno Afriko in zahodno Azijo oziroma Sinajskim polotokom
- Karelijska ožina med Finskim zalivom in Ladoškim jezerom na severozahodu Rusije

Zgodovinskega pomena so bile:
- Korintska ožina povezuje polotok Peloponez s preostalo celinsko Grčijo v bližini mesta Korint
- Ožina Catanzaro v Italiji je najožji pas kopnega na polotoku Kalabrija v pokrajini Catanzaro
- Mesta Auckland, Manila, Seattle in Madison v Wisconsinu ležijo na ožinah.

## Prekopi
Čez ožine so pogosto zgrajeni prekopi, kjer so lahko posebej ugodna bližnjica za pomorski promet. Na primer:
- Panamski prekop prečka Panamsko ožino in povezuje Atlantski in Tihi ocean
- Sueški prekop povezuje Sredozemsko morje in Rdeče morje ter prečka zahodno stran Sueške ožine, ki jo tvori Sinajski polotok
- Prekop Crinan prečka ožino med Loch Crinan in Loch Gilp, ki povezuje polotok Kintyre s preostalim delom Škotske
- Prekop Welland je ladijski kanal v Ontariu v Kanadi in del morske poti svetega Lovrenca in Velikih jezer, (tehnično ožina); povezuje Ontarijsko jezero in Eriejsko jezero.